# Okami – Das Schwert der Rache
Okami – Das Schwert der Rache (jap. 子連れ狼　子を貸し腕貸しつかまつる, Kozure Ōkami: Ko wo Kashi Ude Kashi tsukamatsuru, dt. „Der Wolf mit dem Kind: Kind und Fähigkeiten anzubieten“) ist ein Jidai-geki-Film der Tōhō Filmstudios von Regisseur Kenji Misumi aus dem Jahr 1972. Der Film basiert, wie eine Fernsehserie und mehrere Fernsehfilme auch, auf dem Manga Lone Wolf & Cub (Kozure Ōkami) von Kazuo Koike und Gōseki Kojima.
Die Inszenierung ist das erste Kapitel einer sechsteiligen Schwertkämpfer-Saga (1972–1974), deren Titelheld, der selbsternannte „einsame Wolf“, mit einem hölzernen Kinderwagen und seinem kleinen Sohn durch das Japan der Edo-Zeit zieht, um sich an einem Klan zu rächen, der einst seine Frau tötete. Vier dieser Filme entstanden unter der Regie von Kenji Misumi.
Roger Corman schuf im Übrigen aus den ersten beiden Okami-Filmen einen eigenständigen Film, der 1980 in englischer Synchronisation unter dem Titel Shogun Assassin auf dem US-Markt erschien.

## Handlung

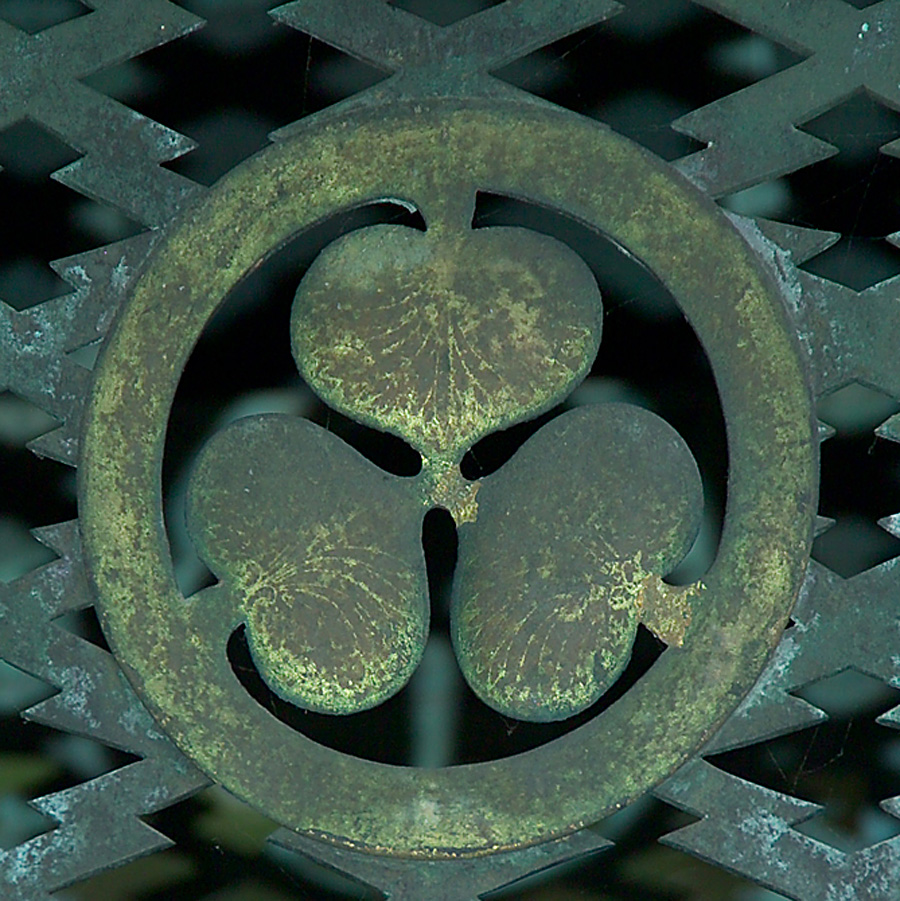
Wappen der Tokugawa

### Prolog
Das Tokugawa-Shōgunat regiert das Land mit eiserner Faust. Die untergebenen Fürsten werden durch eine gnadenlose Politik kontrolliert. Jeder Daimyō, der in Ungnade fällt, muss mit seinem Besitz und mit dem eigenen Leben büßen, als auch mit dem Leben seiner Familie. Um diese dunkle, autoritäre Herrschaft aufrechtzuerhalten, werden drei Organisationen gebildet.
Das Haus Kurokuma übernimmt das Amt der Tansaku-Nin; Spionen, die nach Gründen für die Ausmerzung der Landesfürsten suchen. Des Weiteren übernimmt der Yagyū-Klan das Amt der Shikaku-Nin; Attentätern, die Personen liquidieren, die sich dem Shōgunat widersetzten. Der begnadete Kämpfer und Meister der Suio-Schwerttechnik Ittō Ogami wird der offizielle Kaishaku-Nin, eine Art Scharfrichter, dem als besonders Privileg das Tragen des Shōgunatswappens, einem stilisierten Rund aus Malvenblättern, erlaubt wird. Fortan enthauptet er in Ungnade gefallene Fürsten. Dabei benutzt er ein spezielles Schwert, ein Dōtanuki, welches größer und schwerer ist als normale Katanas.

### Der einsame Wolf und sein Kind
Als Ogamis Ehefrau Azami als Teil einer gemeinen Intrige des machtgierigen Yagyū-Klans von drei Ninjas ermordet wird, – zum Schein soll es so aussehen, als ob drei Samurai die Hinrichtung ihres Herren sühnen wollen – schwört Ittō Rache an den zunächst unbekannten Verantwortlichen. Diese offenbaren sich bald in der Person des Generalinspektors Bizen, einem Mitglied des Yagyū-Klans. Bizen bezichtigt Ittō fälschlicherweise des Hochverrats am Shōgunat, doch der kluge Scharfrichter durchschaut den Plan – der zu seiner unehrenhaften Amtsenthebung führen soll – und tötet alle anwesenden Schwertkämpfer bis auf den Alten Retsudō Yagyū, den Drahtzieher des Komplotts.
Trotzdem fällt Ittō alsbald selbst in Ungnade. Er wird aufgrund schwerer Anschuldigungen seines Amtes enthoben, sein Familienname wird gelöscht. Spätestens in dieser Situation widersetzt er sich gänzlich dem Willen des Shōguns. Er verweigert den rituellen Seppuku, flieht und wird so zum Rōnin, einen herrenlosen Samurai, der zusammen mit seinem kleinen Sohn Daigorō als selbsternannter Wolf durch das Land zieht. Als heruntergekommener Auftragsmörder bietet er fortan mit einem Transparent seine Dienste an. Dabei führt er ständig einen hölzernen Kinderwagen mit sich auf der Suche nach den Mördern seiner Frau.
Während seiner beschwerlichen Reise erhält er von einem zwielichtigen Mann einen Auftrag. Für eine stattliche Summe soll er potentielle Attentäter töten, bevor diese ihren Auftrag, die Ermordung eines Klan-Führers, durchführen können. Ittō willigt ein und begibt sich in ein kleines Bergdorf, welches ein Thermalbad beheimatet. Hier trifft er auf die Attentäter-Gruppe, die ihn zunächst kaum beachtet, obwohl er ein Dōtanuki bei sich führt. Mit einer stoischen Ruhe erträgt er zunächst diverse Feindseligkeiten, bis er die anwesenden Mörder tötet. Am Ende des Films setzt er seine Reise mit seinem Sohn und dem Kinderwagen fort.

## Kritiken
Das Lexikon des internationalen Films schrieb, die Produktion sei ein „verstörender Film auf ästhetisch hohem Niveau, dessen Handlung tief in der japanischen Tradition und Philosophie verwurzelt“ sei.